# 森暢平
森 暢平（もり ようへい、1964年10月19日 - ）は、日本のジャーナリスト。元毎日新聞記者。現在は成城大学文芸学部マスコミュニケーション学科教授。博士（文学）。
埼玉県生まれ。1990年、京都大学文学部史学科卒業、毎日新聞社に入社。社会部で宮内庁、警視庁を担当した。1998年、毎日新聞社を退職して、国際大学大学院国際関係研究科に入学。2000年、同研究科を修了して修士号（国際関係学）取得。CNN日本語サイト編集長として渡米。2002年、琉球新報ワシントン駐在記者に就任。2005年、成城大学専任講師、同助教授を経て、2017年より同教授。主にジャーナリズム論の講座を担当する。
皇室に取材して『天皇家の財布』（新潮新書）を著している。

## 著書

### 単著
- 『天皇家の財布』新潮新書、2003年
- 『近代皇室の社会史－側室・育児・恋愛』吉川弘文館、2020年
- 『天皇家の恋愛』中公新書、2022年

### 共編著
- 『雅子さま論争』洋泉社新書、2009年、香山リカ,白河桃子,水無田気流,小田嶋隆,湯山玲子,信田さよ子共著.
- 『「昭和天皇実録」講義　生涯と時代を読み解く』古川隆久・茶谷誠一共編、吉川弘文館、2015年
- 『皇后四代の歴史 昭憲皇太后から美智子皇后まで』河西秀哉共編、吉川弘文館、2018年
- 『〈地域〉から見える天皇制』河西秀哉・瀬畑源共編、吉田書店、2019年